# Hans Georg Stehlin
Hans Georg Stehlin (Basilea 13 de gener de 1870– 18 de novembre de 1941) va ser un geòleg i paleontòleg suís doctor en zoologia.
Es va especialitzar en la paleontologia de vertebrats, particularment l'estudi dels mamífers del Cenozoic mammals. Va publicar sobre primats i ungulats.
L'any 1910 encunyà el terme Grande Coupure per a referir-se a l'esdeveniment d'extinció ocorregut fa 33,9 milions d'anysque defineix el límit Eocè-Oligocè.
Ehrenfried Schenkel (1869–1953) va donar nom en honor seu al llangardaix de Gran Canària Gallotia stehlini.